# Pamaquio
San Pamaquio - Pammachius (latín) (f. ca. 410) fue un senador romano convertido al cristianismo y considerado santo por la Iglesia católica. 

## Biografía
En su juventud, frecuentó las escuelas de retórica junto a San Jerónimo. En 385 se casó con Paulina, segunda hija de Santa Paula. En Roma, edificó un hospicio en el que atendía personalmente a los peregrinos.
Era probablemente uno de los viri genere optimi religione præclari a los que Joviniano denunció ante el papa Siricio (Ambrose, Ep. XLI). Como respuesta, escribió dos libros contra aquel en el año de 393. En el primero, demostraba las excelencias de la virginidad cuando se practicaba por amor a la virtud, lo que había sido negado por Joviniano, y en el segundo atacó los otros errores (Epp. XLVIII-IX, ed Vallarsi.). 
Cuando Paulina murió en 397 por complicaciones del parto, Pamaquio decidió entregarse a realizar obras de caridad (Jerónimo, Ep LXVI;.. Paulino de Nola, Ep XIII). En 399 Pamaquio y Oceanus, escribieron a San Jerónimo para pedirle que tradujera la obra "De principiis" de Orígenes, y repudiar la insinuación de Rufino de que Jerónimo era de la misma opinión que Orígenes. San Jerónimo respondió al año siguiente (Epp. LXXXIII-IV). En el 401 fue Pamaquio quien agradeció a San Agustín (Ep. LVIII) por una carta que escribió a la gente de Numidia, donde exhortaba a abandonar el cisma donatista. Muchos de los comentarios de San Jerónimo a las Sagradas Escrituras están dedicados a Pamaquio.
Después de la muerte de la su esposa, Pamaquio construyó junto a Santa Fabiola (Jerome, Epp lxvi, LXXVII.), un hospicio en Portus, en la desembocadura del Tíber, junto a Ostia, para los extranjeros pobres. Excavaciones posteriores han revelado el plan y el arreglo de este edificio único en su tipo. Las habitaciones y los pasillos para los enfermos y los pobres se agruparon a su alrededor (Frothingham,Los monumentos de la Roma cristiana, p. 49).
La Basílica de San Juan y San Pablo (Roma) fue fundada por Pammachius o por su padre. Antiguamente se conocía como Titulus Bizantis, y más tarde como Titulus Pammachii.